# Madeleine Thomas
Madeleine Thomas (* 23. März 1950) ist eine ehemalige französische Leichtathletin, die sich auf den Mittelstreckenlauf spezialisiert hat.

## Sportliche Laufbahn
Erste internationale Erfahrungen sammelte Madeleine Thomas vermutlich im Jahr 1972, als sie bei den Halleneuropameisterschaften in Grenoble mit der französischen 4-mal-360-Meter-Staffel in 3:11,65 min gemeinsam mit Bernadette Martin, Nicole Duclos und Colette Besson die Bronzemedaille hinter den Teams aus der Bundesrepublik Deutschland und der Sowjetunion gewann. 1975 gewann sie bei den Mittelmeerspielen in Algier in 2:07,3 min die Bronzemedaille im 800-Meter-Lauf hinter den Italienerinnen Paola Cacchi und Gabriella Dorio. Daraufhin trat sie nicht mehr international in Erscheinung.
Im Jahr 1974 wurde Thomas französische Meisterin im 800-Meter-Lauf sowie 1975 über 800 und 1500 Meter. Zudem wurde sie 1975 und 1976 Hallenmeisterin über 800 Meter.

## Persönliche Bestleistungen
- 800 Meter: 1:59,46 min, 21. Juli 2004 in Saint-Maur-des-Fossés
  - 800 Meter (Halle): 2:00,42 min, 11. März 2006 in Moskau (französischer Rekord)